# إسلامنور عبدولافوف
إسلامنور محمدرسولوفيتش عبدولافوف (بالروسية: Абдулавов, Исламнур Магомедрасулович)‏ (7 مارس 1994 بمحج قلعة في روسيا - ) هو لاعب كرة قدم روسي في مركز الهجوم. لعب مع أنجي محج قلعة.

## روابط خارجية
- إسلامنور عبدولافوف على موقع قاعدة بيانات كرة القدم.إي يو (الإنجليزية)
- إسلامنور عبدولافوف على موقع Soccerway.com (الإنجليزية)
- إسلامنور عبدولافوف على موقع عالم كرة القدم.نت (الإنجليزية)
- إسلامنور عبدولافوف على موقع AS.com (الإسبانية)